# Transporte ferroviário em Portugal

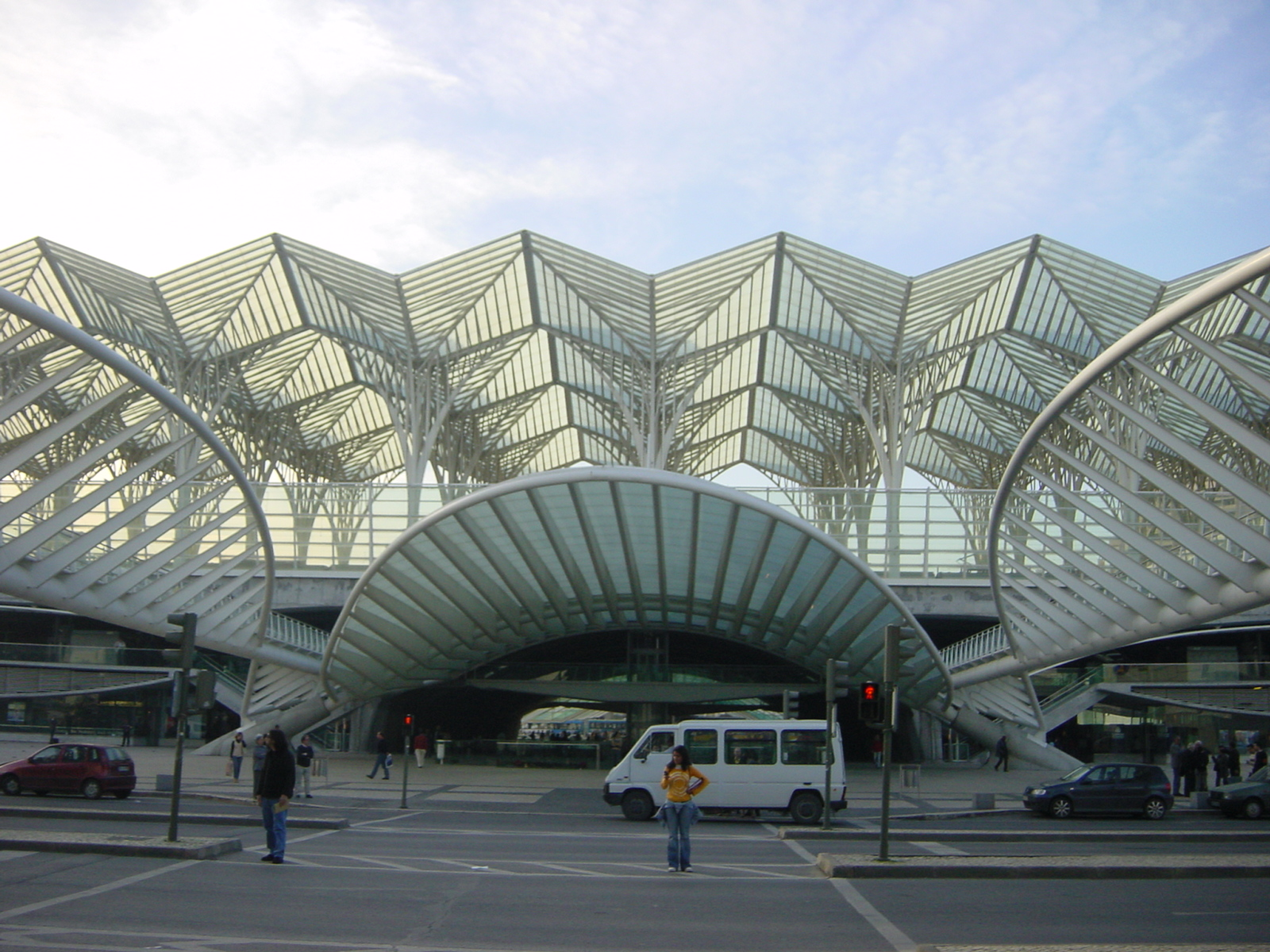
A Gare do Oriente, em Lisboa, é a principal interface ferroviária em Portugal.

O transporte ferroviário em Portugal é composto, essencialmente, pelas infraestruturas de via e apoio ao tráfego, cuja gestão está entregue à empresa Infraestruturas de Portugal, e pela exploração de passageiros e carga, efectuada, principalmente, pela operadora Comboios de Portugal, e por outras empresas, como a Medway, Fertagus e Takargo. A rede ferroviária nacional é composta por linhas e ramais (em exploração e não exploradas) com uma extensão total de 3.621,6 km. 70% da rede encontra-se em exploração, o que corresponde a uma extensão de 2.526 km, dos quais 1.916 km em via única e 610 km em via múltipla. A extensão de rede eletrificada 1.791,2 km, corresponde a 70,8% do total da rede em exploração. Existem 3 ligações internacionais, com a rede ferroviária espanhola, em Vilar Formoso, Valença e Elvas. Também existem vários sistemas ferroviários ligeiros, como o Metro do Porto, o Metro Sul do Tejo, os Eléctricos de Lisboa, do Porto e de Sintra, o Transpraia na Costa de Caparica e o Comboio da Praia do Barril no Algarve. Em território nacional existem igualmente vários elevadores e caminhos de ferro funiculares, como o Elevador do Bom Jesus em Braga ou o Elevador de Santa Justa em Lisboa.

## Linhas e Ramais
Esta é uma lista de linhas operacionais e/ou transformadas.
| Nome                       | Estado        | Percurso                               | Região                                | Extensão           | Eletrificado | Abertura      |
| -------------------------- | ------------- | -------------------------------------- | ------------------------------------- | ------------------ | ------------ | ------------- |
| Ramal de Braga             | Em serviço    | Nine – Braga                           | Norte                                 | 15 km              | 100%         | 1875          |
| Linha de Guimarães         | Em serviço    | Lousado – Guimarães                    | Norte                                 | 30,1 Km            | 100%         | 1884          |
| Linha da Póvoa a Famalicão | Encerrada     | Póvoa de Varzim–Famalicão              | Norte                                 | 29,2 km            | –            | 1875          |
| Linha de Leixões           | Em serviço    | Porto de Leixões – Contumil            | Norte                                 | 18,7 km            | 100%         | 1938          |
| Linha do Minho             | Em serviço    | Porto – Valença (Fronteira)            | Norte                                 | 134 km             | 100%         | 1882          |
| Linha do Douro             | Em serviço    | Ermesinde – Pocinho                    | Norte                                 | 160 km             | 44%          | 1875          |
| Linha do Corgo             | Encerrada     | Chaves e Régua (Fronteira)             | Norte                                 | 96,1 km            | –            | 1906          |
| Ramal de Monção            | Encerrada     | Valença – Monção                       | Norte                                 | 16 km              | –            | 1915          |
| Linha do Sabor             | Encerrada     | Pocinho – Miranda do Douro             | Norte                                 | 105 km             | –            | 1911          |
| Linha do Tâmega            | Encerrada     | Arco de Baúlhe – Amarante              | Norte                                 | 51,4 km            | –            | 1909          |
| Linha do Tua               | Encerrada     | Tua – Bragança                         | Norte                                 | 134 km             | –            | 1887          |
| Linha do Vouga             | Em serviço    | Aveiro – Espinho                       | Centro, Norte                         | 61 km              | 0%           | 1911          |
| Linha da Beira Baixa       | Em serviço    | Entroncamento – Guarda                 | Centro                                | 240 km             | 100%         | 1891          |
| Ramal de Alfarelos         | Em serviço    | Alfarelos – Bifurcação de Lares        | Centro                                | 16,5 km            | 100%         | 1889          |
| Linha da Beira Alta        | Em serviço    | Pampilhosa – Vilar Formoso (Fronteira) | Centro                                | 202 km             | 100%         | 1882          |
| Ramal de Tomar             | Em serviço    | Lamarosa – Tomar                       | Centro                                | 14,8 km            | 100%         | 1928          |
| Ramal do Louriçal          | Em serviço    | Louriçal – Marinha das Ondas           | Centro                                | 8 km               | 100%         | 1993          |
| Ramal da Figueira da Foz   | Encerrada     | Figueira da Foz – Pampilhosa           | Centro                                | 50,4 km            | –            | 1882          |
| Linha do Dão               | Encerrada     | Santa Comba Dão – Viseu                | Centro                                | 49,3 km            | –            | 1890          |
| Linha do Norte             | Em serviço    | Lisboa – Porto                         | AM de Lisboa, Alentejo, Centro, Norte | 336 km             | 100%         | 1853          |
| Linha do Oeste             | Em serviço    | Agualva-Cacém – Figueira da Foz        | AM de Lisboa, Centro                  | 215,1 km           | 100%         | 1887          |
| Linha de Sintra            | Em serviço    | Lisboa – Sintra                        | AM de Lisboa                          | 27,2 km            | 100%         | 1887          |
| Linha de Cintura           | Em serviço    | Alcântara-Terra – Braço de Prata       | AM de Lisboa                          | 10,5 km            | 100%         | 1888          |
| Linha da Matinha           | Em serviço    | Lisboa-Santa Apolónia – Sacavém        | AM de Lisboa                          | 2,8 km             | 100%         | –             |
| Ramal do Montijo           | Encerrada     | Pinhal Novo – Montijo                  | AM de Lisboa                          | 10,6 km            | –            | 1908          |
| Linha do Sado              | Em serviço    | Barreiro – Praias do Sado A            | AM de Lisboa                          | 32,4 Km            | 100%         | 1914          |
| Linha do Alentejo          | Em serviço    | Barreiro – Funcheira                   | AM de Lisboa, Alentejo                | 217,6 km           | 42%          | 1857          |
| Linha do Leste             | Em serviço    | Abrantes – Elvas                       | Centro, Alentejo                      | 146,2 km           | 0%           | 1863          |
| Linha de Évora             | Em serviço    | Casa Branca – Évora – Estremoz         | Alentejo                              | 26,2 Km de 85,1 km | 30%          | 1863          |
| Nova Linha de Évora        | Em construção | Évora – Elvas                          | Alentejo                              | 80 km              | 100%         | Em construção |
| Ramal de Montemor          | Encerrada     | Torre da Gadanha – Montemor-o-Novo     | Alentejo                              | 12,8 km            | –            | 1909          |
| Ramal de Mora              | Encerrada     | Évora – Mora                           | Alentejo                              | 60 km              | –            | 1907          |
| Ramal de Moura             | Encerrada     | Moura – Beja                           | Alentejo                              | 60 km              | –            | 1902          |
| Ramal de Neves Corvo       | Em serviço    | Ourique – Mina de Neves-Corvo          | Alentejo                              | 30,8 km            | 0%           | 1980          |
| Ramal de Reguengos         | Encerrada     | Évora – Reguengos de Monsaraz          | Alentejo                              | 40,6 km            | –            | 1927          |
| Linha de Sines             | Em serviço    | Porto de Sines – Ermidas-Sado          | Alentejo                              | 50,7 km            | 100%         | 1927          |
| Linha de Vendas Novas      | Em serviço    | Setil – Vendas Novas                   | Alentejo                              | 69,6 km            | 100%         | 1904          |
| Ramal de Portalegre        | Encerrada     | Portalegre – Estremoz                  | Alentejo                              | 63,1 Km            | –            | 1925          |
| Ramal de Vila Viçosa       | Encerrada     | Vila Viçosa – Estremoz                 | Alentejo                              | 16 km              | –            | 1905          |
| Ramal de Aljustrel         | Encerrada     | Castro Verde-Almodôvar – Aljustrel     | Alentejo                              | 11,6 km            | –            | 1929          |
| Ramal de Cáceres           | Encerrada     | Torre das Vargens – Marvão (Fronteira) | Alentejo                              | 72,4 km            | –            | 1879          |
| Linha do Sul               | Em serviço    | Lisboa – Tunes                         | AM de Lisboa, Alentejo, Algarve       | 273,6 Km           | 100%         | 1861          |
| Linha do Algarve           | Em serviço    | Lagoa – Vila Real de Santo António     | Algarve                               | 139,5 km           | 100%         | 1889          |

## História

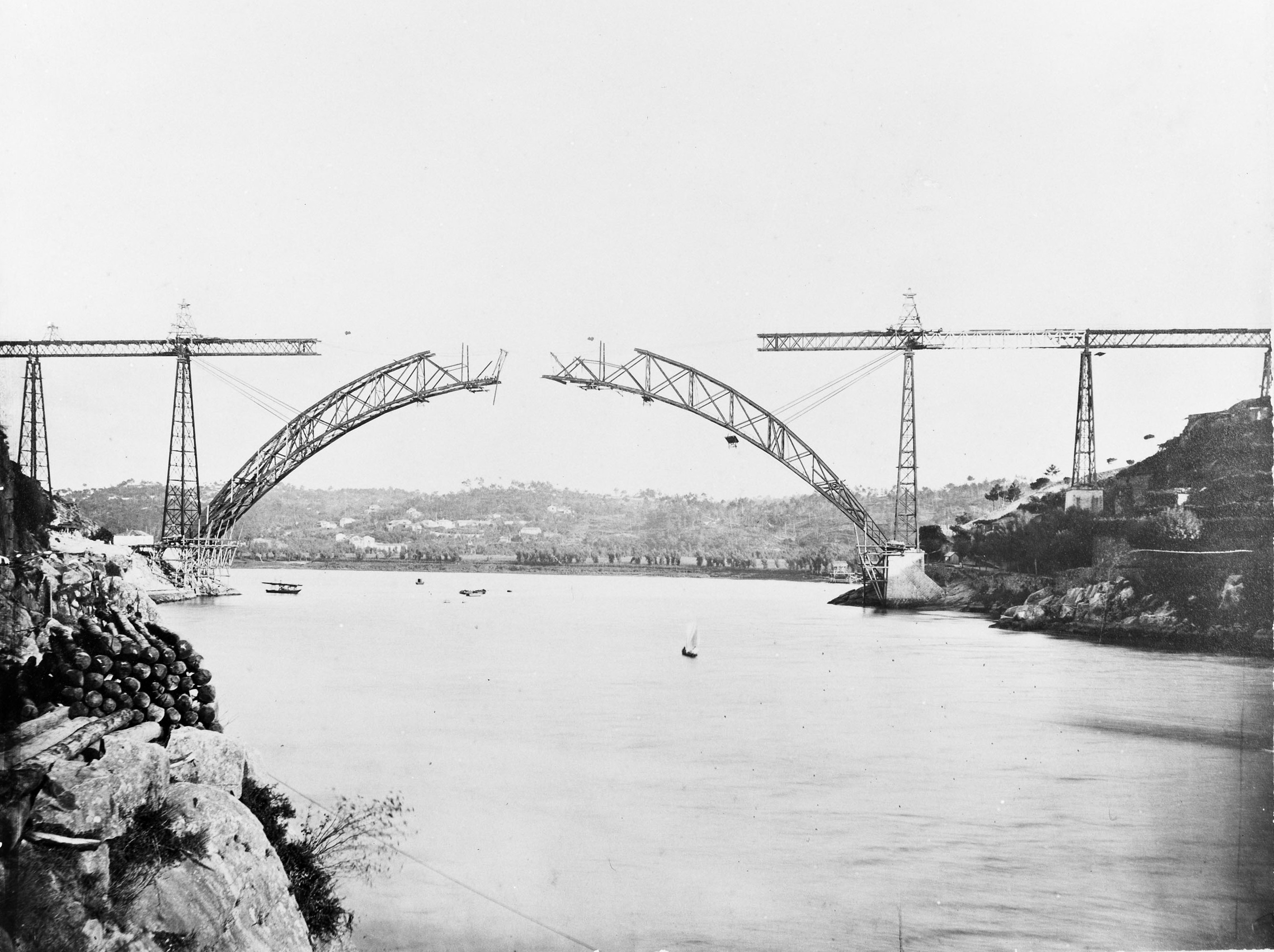
A construção da Ponte D. Maria, a maior obra de engenharia do caminho-de-ferro português no século XIX, permitiu a ligação ferroviária entre as cidades de Lisboa e Porto

O primeiro troço, entre Lisboa e o Carregado, foi inaugurado em 28 de outubro de 1856, tendo a rede crescido constantemente até à década de 1890, quando o ritmo começou a diminuir. Ambas as Guerras Mundiais e a Grande Depressão, junto com a expansão do transporte rodoviário, tiveram efeitos nefastos nos caminhos de ferro em Portugal, tendo apenas sido construídos alguns troços, e as empresas acumulado grandes prejuízos. A extensão máxima da rede foi atingida com a inauguração do troço até Estação Ferroviária de Arco de Baúlhe, na Linha do Tâmega, em dezembro de 1949. Após a Segunda Guerra Mundial, os transportes aéreo e rodoviário continuaram a ganhar terreno perante os caminhos de ferro, pelo que se iniciou um processo de modernização das principais ligações, como a Linha do Norte. No entanto, os investimentos na rede complementar foram muito mais reduzidos, o que culminou com o encerramento de grandes porções da rede a partir dos finais da década de 1980.
Na década de 1990, verificou-se um esforço de modernização, aonde foram inauguradas importantes infra-estruturas, destacando-se a Ponte de São João, em 1991, e a Gare do Oriente, em 1998, e introduzidas novas séries de material circulante, como as locomotivas da Série 5600, em 1993, e as automotoras do Alfa Pendular, em 1999. Também nesta década, efectuou-se uma profunda reorganização nos caminhos de ferro, com a criação da Rede Ferroviária Nacional, que passou a assegurar a gestão das infraestruturas ferroviárias, limitando as actividades da operadora Caminhos de Ferro Portugueses à exploração dos serviços.

## Caracterização

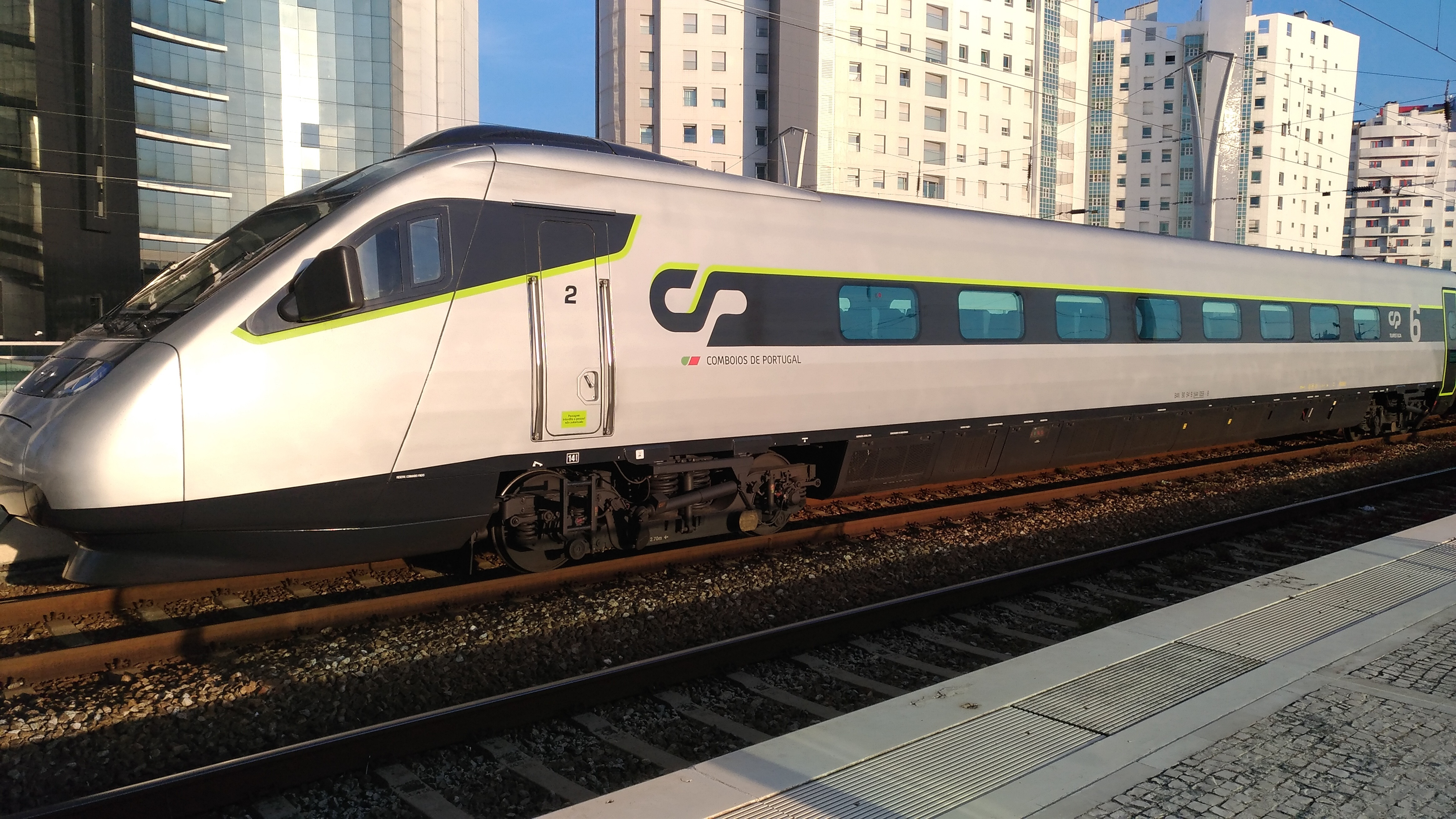
Serviço Alfa Pendular, na Estação Ferroviária de Lisboa-Santa Apolónia.

### Via, sinalização e segurança
A rede ferroviária portuguesa apresentava, em 2017, cerca de 2 562 Km em exploração, dos quais 1 633,7 estavam electrificados. O número de estações era superior a 500. Grande parte da rede estava electrificada, utilizando tensão de 25 Kv/50 Hz, excepto pela Linha de Cascais, que usava tensão continua de 1500 V. A maior parte da rede em funcionamento era de via larga, na bitola ibérica, sendo a Linha do Vouga e a Linha do Tua de bitola métrica.

A rede estava dividida em três zonas: o Comando Ferroviário Norte correspondia a todas as linhas a norte da Pampilhosa, enquanto que o Comando Ferroviário Centro abrangia todos os lanços de Pampilhosa até Vendas Novas e Lisboa, excepto a Linha do Sul (com princípio em Campolide). O Comando Ferroviário Sul englobava todas as linhas a Sul de Lisboa, incluindo a Linha do Sul.

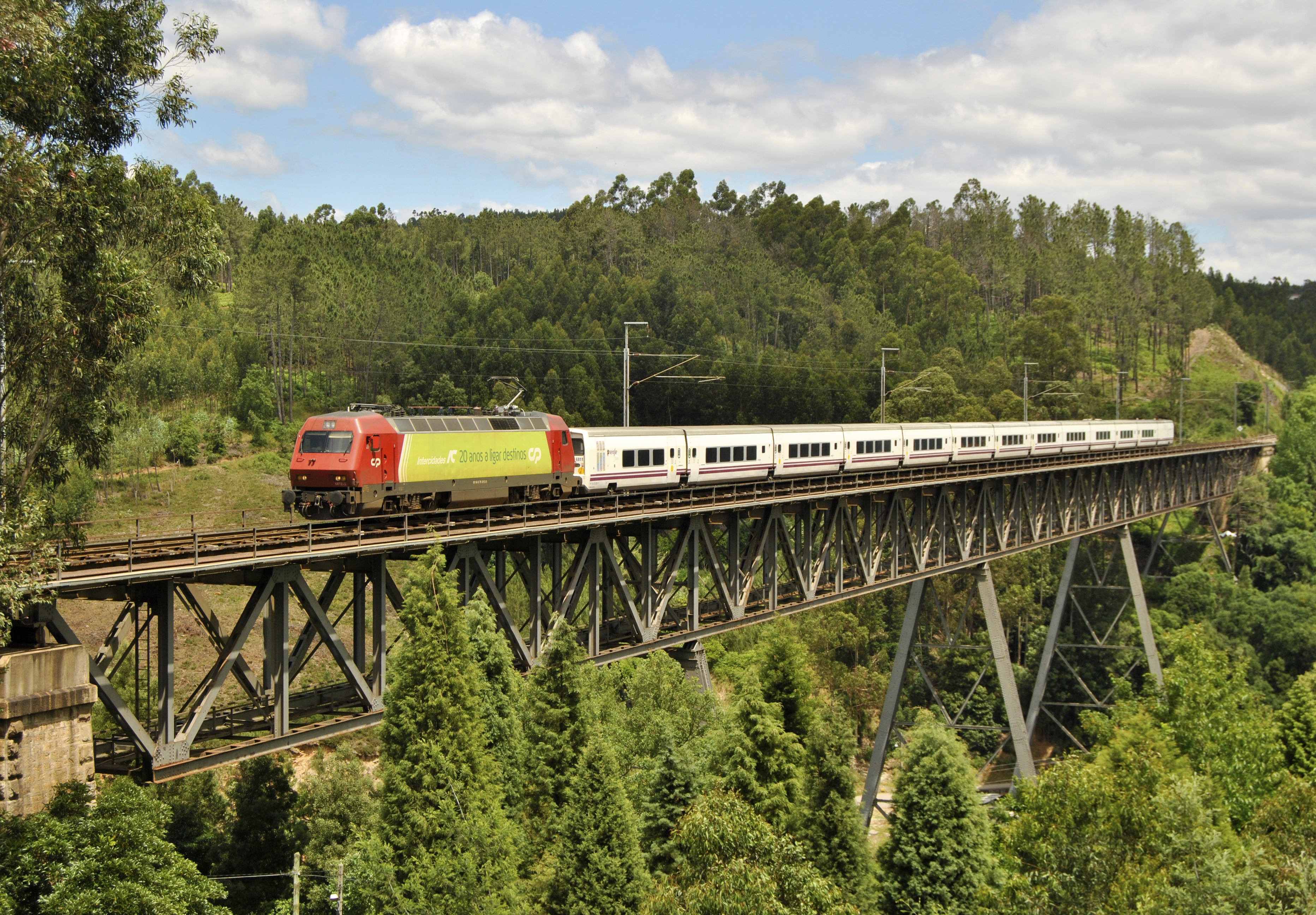
Comboio internacional atravessando a Ponte de Várzeas, na Linha da Beira Alta, projectada pela Casa Eiffel

Em termos de sistemas de exploração, o Regime de Cantonamento Automático Puro (RCAP) era utilizado no Ramal de Braga, entre Ermesinde e Caíde na Linha do Douro, Nine e São Bento da Linha do Minho, toda a Linha do Norte, Ramal da Lousã, toda a Linha de Cintura de Lisboa com as suas duas concordâncias, toda a Linha de Sintra, lanço entre Cacém e Meleças da Linha do Oeste, toda a Linha de Cascais, o lanço de Pampilhosa a Luso na Linha da Beira Alta, a Linha do Sul de Campolide até Vale da Rosa e de Somincor a Grândola, Linha do Alentejo desde o Barreiro até Poceirão mais a Concordância do Poceirão, o lanço entre Quinta Grande e Salgueirinha da Linha de Vendas Novas.
Por seu turno, o Regime de Cantonamento Automático com Sinais Avançados (RCASA) foi instalado no lanço entre Lordelo e Guimarães da Linha de Guimarães, em várias partes das Linhas do Sul e da Beira Alta, de Poceirão a Bombel e de Vendas Novas a Casa Branca na Linha do Alentejo, de Casa Branca a Monte das Flores na Linha de Évora. O Regime de Cantonamento Interpostos (RCI) vigorava nos lanços restantes das linhas de Guimarães, Vendas Novas, Sul, Évora e da Beira Alta, entre o Entroncamento e Covilhã na Linha da Beira Baixa, parte do Ramal de Alfarelos, e na totalidade das linhas de Leixões, Sines, Algarve e nos ramais de Tomar e do Pego. Os lanços restantes das linhas do Minho, Douro, Beira Baixa, Alentejo, e Oeste, mais a totalidade da Linha do Leste e uma pequena parte do Ramal da Figueira da Foz utilizavam o Regime de Cantonamento Telefónico (RCT). Na rede ferroviária do Vouga, o tipo de cantonamento era o Regime Informatizado Simplificado de Exploração (SISE).

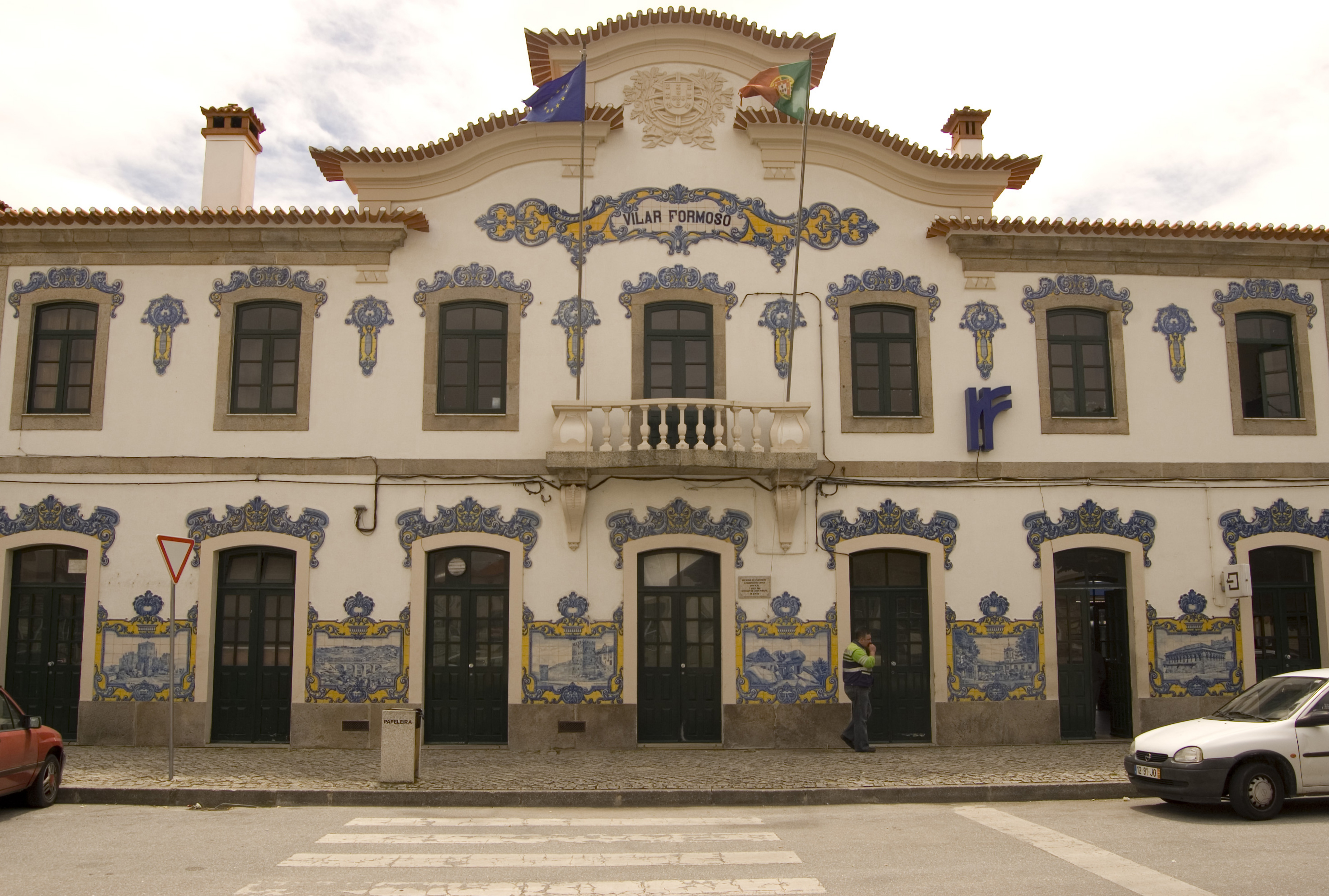
A Estação Ferroviária de Vilar Formoso é a principal fronteira ferroviária de Portugal

Existiam três ligações internacionais por caminho de ferro, uma em Valença, na Linha do Minho, outra em Vilar Formoso, na Linha da Beira Alta, e uma terceira em Estação Ferroviária de Elvas, na Linha do Leste. A principal é a de Vilar Formoso, fazendo da Linha da Beira Alta a artéria ferroviária mais importante para o tráfego internacional. O corredor de maior importância em território nacional é o Eixo Atlântico, de Braga a Faro, que serve como uma grande espinha dorsal do sistema ferroviário, unindo a maior parte das outras linhas e permitindo desta forma a articulação dos comboios de passageiros e mercadorias, e ao mesmo tempo concentrando por si só grande parte do tráfego nacional, devido ao facto de ligar as principais cidades do país. Os principais comboios de passageiros em Portugal, o Alfa Pendular e o Intercidades, utilizam o Eixo Atlântico No âmbito deste eixo, a Linha do Norte apresenta um papel de relevo, devido em grande parte ao facto de ter a única travessia sobre o Rio Douro, pela Ponte de São João.

## Leitura recomendada
- LOPES, Mário (2015). O imperativo da bitola europeia. Coimbra: Riscos Sociedade Editora. 151 páginas